# Büsum (Amt)

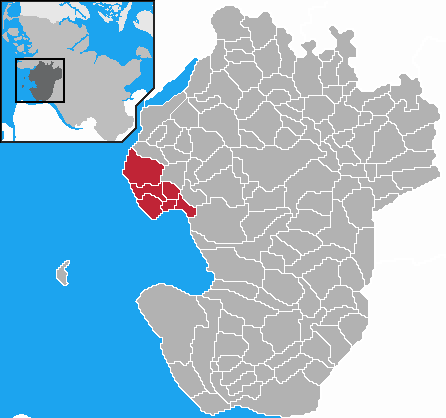
Localização do antigo Amt Kirchspielslandgemeinde Büsum no distrito de Dithmarschen

Brasão do Amt Kirchspielslandgemeinde Büsum

Kirchspielslandgemeinde Büsum foi uma associação municipal (Amt) da Alemanha, localizada no estado de Schleswig-Holstein, distrito de Dithmarschen. Em 25 de maio de 2008, ela foi unida ao Amt Kirchspielslandgemeinde Wesselburen e à cidade de Wesselburen para formar o Amt Büsum-Wesselburen. A sede do Amt era Büsum.
O Amt Kirchspielslandgemeinde Büsum era composto das seguintes municipalidades (população em 31/12/2006):
1. Büsum (4.867)
2. Büsumer Deichhausen (348)
3. Hedwigenkoog (280)
4. Oesterdeichstrich (297)
5. Warwerort (303)
6. Westerdeichstrich (931)